# Telangana
Telangana är en delstat i Indien. 

Telangana

Fram till den 2 juni 2014 var området en del av delstaten Andhra Pradesh. Beslutet om delning fattades i Indiens parlament i februari 2014.
Telangana omfattar distrikten Khammam, Mehboobnagar, Nalgonda, Ranga Reddy, Warangal, Karim Nagar, Nizamabad, Adilabad, Medak och Hyderabad väster om östra Ghats. Befolkningen är huvudsakligen telugutalande.
Telangana var före Indiens självständighet en del av Furstendömet Hyderabad och blev en del av Andhra Pradesh 1956.
Det politiska partiet Telangana Rashtra Samithi har drivit en separatistisk opinion och har ingått i den styrande koalitionen i Andhra Pradesh efter delstatsvalet 2004. 
Telanganas huvudstad är Hyderabad, som också under fem år var huvudstad i den nya, minskade delstaten Andhra Pradesh.